# Epirrhoe subtristata
Epirrhoe subtristata är en fjärilsart som beskrevs av Adrian Hardy Haworth 1802. Epirrhoe subtristata ingår i släktet Epirrhoe och familjen mätare. Inga underarter finns listade i Catalogue of Life.